# Trophée Sidney-Crosby
Le trophée Sidney Crosby récompense chaque année, le meilleur joueur recrue de hockey sur glace de la  Ligue de hockey junior Maritimes Québec (LHJMQ) de la saison.

## Anciennes dénominations
Originellement nommée coupe Molson, cette récompense a changé plusieurs fois de nom et n'a pas été décernée en 1996. Depuis 2025, elle s'intitule trophée Sidney-Crosby.
- de 1991-1992 à 1993-1994 : coupe Molson
- en 1994-1995 : coupe New Face
- de 1995-1996 à 2013-2014 : coupe RDS
- depuis 2024-2025 : trophée Sidney-Crosby

## Lauréats du trophée
Ci-dessous sont listés les vainqueurs du trophée depuis sa création, :
- Coupe Molson
  - 1991-1992 : Alexandre Daigle, Tigres de Victoriaville
  - 1992-1993 : Martin Lapointe, Titan de Laval et Ian Laperrière, Voltigeurs de Drummondville
  - 1993-1994 : Christian Matte, Bisons de Granby
- Coupe New Face
  - 1994-1995 : Steve Brulé, Lynx de Saint-Jean
- Coupe RDS
  - 1996-1997 : Vincent Lecavalier, Océanic de Rimouski
  - 1997-1998 : Mike Ribeiro, Huskies de Rouyn-Noranda
  - 1998-1999 : Ladislav Nagy, Mooseheads d'Halifax
  - 1999-2000 : Christopher Montgomery, Rocket de Montréal
  - 2000-2001 : Pierre-Marc Bouchard, Saguenéens de Chicoutimi
  - 2001-2002 : Benoît Mondou, Drakkar de Baie-Comeau
  - 2002-2003 : Petr Vrána, Mooseheads d'Halifax
  - 2003-2004 : Sidney Crosby, Océanic de Rimouski
  - 2004-2005 : Derick Brassard, Voltigeurs de Drummondville
  - 2005-2006 : Ondřej Pavelec, Screaming Eagles du Cap-Breton
  - 2006-2007 : Jakub Voráček, Mooseheads d'Halifax
  - 2007-2008 : Olivier Roy, Screaming Eagles du Cap-Breton
  - 2008-2009 : Dmitri Koulikov, Voltigeurs de Drummondville
  - 2009-2010 : Petr Straka, Océanic de Rimouski
  - 2010-2011 : Charles Hudon, Saguenéens de Chicoutimi
  - 2011-2012 : Mikhail Grigorenko, Remparts de Québec
  - 2012-2013 : Valentin Zykov, Drakkar de Baie-Comeau
  - 2013-2014 : Nikolaj Ehlers, Mooseheads d'Halifax
- Recrue de l'année
  - 2014-2015 : Dmytro Timashov, Remparts de Québec
  - 2015-2016 : Vitali Abramov, Olympiques de Gatineau
  - 2016-2017 : Nico Hischier, Mooseheads d'Halifax
  - 2017-2018 : Alexis Lafrenière, Océanic de Rimouski
  - 2018-2019 : Jordan Spence, Wildcats de Moncton
  - 2019-2020 : Zachary Bolduc, Océanic de Rimouski
  - 2020-2021 : Tristan Luneau, Olympiques de Gatineau
  - 2021-2022 : Jakub Brabenec, Islanders de Charlottetown
  - 2022-2023 : Maxim Massé, Saguenéens de Chicoutimi
  - 2023-2024 : Émile Guité, Saguenéens de Chicoutimi
- Sidney Crosby
  - 2024-2025 : Matveï Gridine, Cataractes de Shawinigan